# ديفيد فولكنير
ديفيد فولكنير (بالإنجليزية: David Faulkner)‏ (8 فبراير 1975 بشفيلد في المملكة المتحدة - ) هو لاعب كرة قدم بريطاني في مركز الدفاع. شارك مع منتخب إنجلترا تحت 18 سنة لكرة القدم. أما مع النوادي، فقد لعب مع شيفيلد وينزداي ونادي شيفيلد وووترفورد يونايتد وHallam F.C. ‏ ونادي غاينسبورو ترينيتي وGresley Rovers F.C. ‏ وAlfreton Town F.C. ‏ ودارلينجتون إف سى.

## وصلات خارجية
- ديفيد فولكنير على موقع Soccerbase.com (لاعب) (الإنجليزية)